# 경릉군
경릉군(竟陵郡)은 서진말기에 신설된 중국의 옛 군으로 지금의 셴타오 시일대에 있었다.

## 육조
299년(서진 혜제 원강 9년), 강하군에서 경릉현, 운두현, 남신시현의 3개현이 분리되었고 경릉현을 치소로 하여 경릉군이 신설되었다. 유송대에는 6현 8,591호 44,375명을 거느렸다. 하구에 영주가 설치되면서 영주의 속군으로 편입되었는데, 하구에서 본군까지 수로로 1,400리였고 건강에서 본군까지 수로로 3,400리였다. 남제 무제시기였던 493년(남제 무제 영명 11년), 북위에 투항했던 대양만(大陽蠻) 수령 환탄이 경릉군을 공격했지만, 북위 효문제가 낙양으로 천도하자 진군을 멈추고 철수했다.
| 현명   | 한자   | 대략적 위치                                   | 현급       | 비고                                      |
| ------ | ------ | --------------------------------------------- | ---------- | ----------------------------------------- |
| 장수현 | 萇壽縣 | 징먼시 중샹시                                 | 령(令)     | 470년(유송 명제 태시 6년) 신설되었다.     |
| 경릉현 | 竟陵縣 | 첸장시 북서 사만촌(謝灣村) 서                 | 후상(候相) |                                           |
| 신시현 | 新市縣 | 징먼시 징산시 가점촌(賈店村) 서               | 자상(子相) | 299년 남신시현에서 신시현으로 개명되었다. |
| 소성현 | 霄城縣 | 톈먼시 조시진(皂市鎭) 서남 백토산촌(白土山村) | 후상(候相) | 420년(유송 무제 영초 원년) 신설되었다.    |
| 신양현 | 新陽縣 | 징먼시 징산시                                 | 남상(男相) | 420년 운두현에서 분리신설되었다.          |
| 운두현 | 雲杜縣 | 셴타오시 면성진(沔城鎭) 서북                  | 후상(候相) |                                           |

## 수
수 문제시기 주현제가 실시되면서 석성군, 한동군, 오천군, 수안군, 장산군, 상황군이 통폐합되어 영주(郢州)로 개편되었다. 수 양제시기 군현제가 실시되면서 영주가 경릉군으로 개편되었다. 8현 53,385호를 거느렸다.
| 현명   | 한자   | 대략적 위치                        | 비고 |
| ------ | ------ | ---------------------------------- | --- |
| 장수현 | 長壽縣 | 징먼시 중샹시                      | 양녕군(梁寧郡)을 비롯해 양나라에서 설치된 8개 군이 북주 보정연간에 석성군에 통폐합되었다. 개황초기 석성군이 폐지되었고 대업초기 경릉군이 신설되었다. 현내에 오산(敖山)이 있었다. |
| 남수현 | 藍水縣 | 징먼시 중샹시 서북 한수 동안       | 옹주에 있던 풍익군이 유송대에 교치되었다. 이 풍익군은 서위때 한동군(漢東郡)으로 개명되었고 속현 중 하나인 연작현(蓮勺縣)이 지금의 이름으로 개명되었고, 송나라 때 설치된 고륙현(高陸縣)이 오수현(滶水縣)으로 개명되었다. 개황초기 한동군이 영주에 통폐합되었고 대업초기 오수현이 통폐합되었다. 현내에 당수(唐水)가 흘렀다. |
| 계천현 | 棨川縣 |                                    | 북주때 계천현이 설치되고 그 현에 오천군(滶川郡)이 설치되었다. 또한 청현(淸縣)이 설치되었는데 서위때 오피현(滶陂縣)으로 개명되었다. 개황초기 오천군이 폐지되었고 대업초기 오피현이 통폐합되었다. |
| 한동현 | 漢東縣 | 징먼시 중샹시 상창촌(常淌村)       | 남제때 제흥군(齊興郡) 상채현(上蔡縣)이 설치되었으나 북주 때 폐지되었다. 598년(수 문제 개황 18년) 지금의 이름으로 개명되었다. 현내에 동온산(東溫山)이 있었다. |
| 청등현 | 清騰縣 | 쑤이저우시 서남 고성판(古城畈)일대 | 양나라 때 양안현(梁安縣)이 설치되고 그 현에 숭의군(崇義郡)이 설치되었으나 북주 때 폐지되었다. 북주 때 수안군(遂安郡)이 설치되었으나 개황초기 통폐합되었으며 587년 양안현이 지금의 이름으로 개명되었다. 현내에 청등산(清騰山)이 있었다.                                                                                    |
| 낙향현 | 樂鄕縣 |                                    | 서위 때 무녕군(武寧郡)에 약주(鄀州)가 설치되었고 양나라에서 정양현(旌陽縣)이 설치되었다. 정양현은 혜회현(惠懷縣)으로 개명되었고 서위 때 무산현(武山縣)으로 개명되었다. 587년 무녕군이 폐지되었고 대업초기 약주가 폐지되면서 본군의 속현이 되었고 무산현이 낙향현에 통폐합되었다. 현내에 무릉산(武陵山)이 있었다.          |
| 풍향현 | 豐鄉縣 | 징먼시 동남 마량진(馬良鎭)         | 550년(서위 경문제 대통 16년)에 설치되었는데 그 자리에서 기주(基州)와 장산군(章山郡)이 설치되었다. 587년 장산군이 통폐합되면서 본군의 속현이 되었다. |
| 장산현 | 章山縣 | 징먼시 동남 사양진(沙洋鎭)         | 본래 상황군(上黃郡) 녹마현(祿麻縣)이었으나 587년 통폐합되면서 본군의 속현이 되었고 607년(수 양제 대업 3년) 지금의 이름으로 개명되었다. |